# Јована Маровић
Јована Маровић (Котор, 10. октобар 1977) црногорска је политичарка, потпредседница Владе Црне Горе задужена за међународне односе, европске интеграције и регионалну сарадњу и министарка европских послова од 28. априла 2022. Потпредседница је Уједињене реформске акције (УРА).

## Биографија
Рођена је 10. октобра 1977. године у Котору. Магистрала је и докторирала на Факултету политичких наука Универзитета у Београду.
Од 2004. до 2007. године била је саветница за Европску унију у Министарству спољних послова Црне Горе.
Од 2007. до 2008. године била је саветница за међународну сарадњу и европске интеграције у кабинету председника Општине Будва.
Од 2010. до 2016. године била је ангажована у Институту алтернатива, научно-истраживачком центру, најпре као виша сарадница у истраживању, а потом као координаторка истраживања.
Од 2016. до 2021. године била је извршна директорка у истраживачком центру Политикон мрежа.
Дана 28. априла изабрана је за потпредседницу Владе Црне Горе задужену за међународне односе, европске интеграције и регионалну сарадњу и министарку европских послова у Влади Дритана Абазовића.
Августа 2023. године јој је забрањен улазак у Србију.